# مجيدة نجم
مجيدة نجم هي ممثلة مصرية، ورَائدة من رواد الإخراج التلفزيوني، وأول إمرأة مارست هذا الفن منذ بدايات التلفزيون.

## الحياة المهنية
تعلمت الإخراج على يد المخرج الإذاعي الشهير أنور المشري. حين عملت معه مساعدة للإخراج الدرامي الإذاعي في منتصف الخمسينيات من القرن الماضي. وبعد اختياره عام 1959 للاستعانة به في الاستعداد لإنشاء التليفزيون اصطحبها معه لكي تتدرب على هذا الفن الجديد. وتم إيفادها في بعثتين إلى فرنسا وألمانيا لدراسة الإخراج التليفزيوني وعادت لتتخصص في إخراج برامج المرأة والطفل والتمثيليات الدرامية. وقدمت عام ١٩٦٠ أول عمل درامي من خلال برنامج "رسالة" والذي تغير إلى برنامج »حياتي «فيما بعد.. ثم تحولت مجيدة نجم إلى إخراج الدراما التاريخية والاستعراضية والأوبريتات التي أكدت قدرتها في فن الإخراج التليفزيوني والذي من أجله من رفضت العديد من العقود السينمائية وعملت مجيدة نجم في البداية مع كبار المخرجين مثل إبراهيم الصحن وحسين كمال ويوسف مرزوق. وفي عام ١٩٦٨ تم إيفادها في بعثة إلى فرنسا لدراسة فنون الدراما. عادت بعدها لتخرج ولأول مرة التمثيليات والمسلسلات الطويلة. وأخرجت أيضا عدة برامج غنائية أشهرها "السوق" وهو البرنامج الدرامي الذي أخرجه للإذاعة في الخمسينيات عبد الوهاب يوسف. ولكن طموحاتها كانت أكبر من ذلك فطافت البلدان الأوروبية لدراسة المزيد عن فن الإخراج التليفزيوني.. وحضرت العديد من المهرجانات الفنية الدولية الخاصة بسينما المرأة.. ومن هنا جاء اهتمامها بقضايا المرأة في الدراما التليفزيونية التي أثرت بها الشاشة الصغيرة.. إلي جانب الأفلام التليفزيونية التي نالت عن الكثير منها الجوائز وشهادات التقدير.. ولهذا انضمت في عام ١٩٩٧ إلى أعضاء مجلس إدارة جمعية السينمائيات المصريات التي تتكون من أحد عشر عضواً.